# Паннонская плотва
Плотва паннонская (лат. Rutilus virgo) — вид лучепёрых рыб из семейства карповых (Cyprinidae).

## Систематика
В 1852 году Геккелем был описан подвид Rutilus pigus virgo дунайской плотвы Rutilus pigus (Lacepede, 1804). В настоящее время подвид признан самостоятельным видом Rutilus virgo.

## Описание
От других видов рода в бассейне Дуная отличается более уплощенным телом, относительно маленькой головой, нижним ртом, количеством чешуй в боковой линии, брюшиной чёрного цвета. Достигает длины 43 см и массы свыше 1 кг.

## Ареал
Вид является эндемиком бассейна Дуная. Ареал охватывает территорию Венгрии, Словакии, Сербии, Хорватии, Австрии, Украины, Германии (Бавария), Словении и Чехии.
На Украине может встречаться в Закарпатье. Первая задокументированная находка вида на территории страны датируется августом 2010 года, когда 1 экземпляр этого вида был выловлен в левом рукаве реки Тиса в окрестностях села Петрово Виноградовского района Закарпатской области.

## Биология
Пресноводная стайная рыба. Держится обычно стаями в местах со слабым течением под защитой коряг, свисающих деревьев или водной растительности. Молодь питается мелкими беспозвоночными животными и водорослями, взрослые рыбы - преимущественно животной пищей, и в меньшей степени растительностью.